# Zonas de segurança das Nações Unidas na Bósnia
As Zonas de Segurança das Nações Unidas ou Áreas de Segurança das Nações Unidas na Bósnia (em inglês:  United Nations Safe Areas) foram corredores humanitários estabelecidos em 1993 no território da Bósnia e Herzegovina, durante a Guerra da Bósnia, por várias resoluções do Conselho de Segurança das Nações Unidas.
Em 16 de abril de 1993, com a Resolução 819 do Conselho de Segurança das Nações Unidas o enclave de Srebrenica foi declarado uma "área segura". Em 6 de maio de 1993, Resolução 824 do Conselho de Segurança das Nações Unidas ampliou ainda mais o estatuto para Sarajevo, Žepa, Goražde, Tuzla e Bihać. Essas cidades e territórios foram colocados sob a proteção de unidades de manutenção da paz das Nações Unidas, a UNPROFOR.
A criação dessas zonas de segurança é considerada hoje uma das decisões mais controversas da Organização das Nações Unidas. A resolução foi clara sobre o processo pelo qual essas áreas de segurança deveriam ser protegidas em uma zona de guerra como a Bósnia e Herzegovina. A resolução criou uma situação difícil porque as diplomacias dos Estados-membros que votaram a favor, por motivos políticos, não estavam dispostos a tomar as medidas necessárias para garantir a segurança das áreas de segurança.
Em 1995, a situação nas áreas de segurança da ONU se deteriorou, o que levou a uma crise diplomática que culminou no massacre de Srebrenica, uma das piores atrocidades ocorridas na Europa desde a Segunda Guerra Mundial. As resoluções 819 e 836 da ONU designaram Srebrenica como "área segura", a ser protegida usando "todos os meios necessários, incluindo o uso da força". Os contínuos ataques das Nações Unidas sobre as zonas de segurança, bem como o cerco de Sarajevo, acabaram por resultar na intervenção da OTAN na Bósnia e Herzegovina chamada de Operação Força Deliberada.
Até o final da guerra, todas as áreas de segurança foram atacadas pelos sérvios, e Srbrenica e Zepa foram conquistadas.